# بول هرتلينغ
بول هرتلينغ (بالدنماركية:Poul Hartling) هو سياسي ودبلوماسي دنماركي كان رئيسا لوزراء الدنمارك كان عضوا في الحزب الليبرالي الدنماركي ولد بول هرتلينغ في 14 آب - أغسطس من سنة 1914 في مدينة كوبنهاغن كان هرتلينغ زعيما للحزب الليبرالي ما بين عامي 1965 إلى عام 1977 شغل هرتلينغ منصب وزير خارجية الدنمارك في الفترة من 1968 حتى 1971 كما شغل بول هرتلينغ منصب رئيس الوزراء ما بين عام 1973 إلى عام 1975 كماكان بول هرتلينغ مفوض الأمم المتحدة لشؤون اللاجئين من عام 1978 إلى عام 1985 توفي بول هرتلينغ في 30 نيسان - ابريل من سنة 2000.

## روابط خارجية
- بول هرتلينغ على موقع IMDb (الإنجليزية)
- بول هرتلينغ على موقع مونزينجر (الألمانية)
- بول هرتلينغ على موقع إن إن دي بي (الإنجليزية)
- بول هرتلينغ على موقع قاعدة بيانات الفيلم (الإنجليزية)